# Tate McRae/Diskografie
Diese Diskografie ist eine Übersicht über die musikalischen Werke der kanadischen Popsängerin Tate McRae. Den Schallplattenauszeichnungen zufolge hat sie bisher mehr als 42,5 Millionen Tonträger verkauft. Ihre erfolgreichste Veröffentlichung ist die Single You Broke Me First mit über 10,1 Millionen verkauften Einheiten.

## Alben

### Studioalben
| Jahr | Titel Musiklabel                               | Höchstplatzierung, Gesamtwochen, AuszeichnungChartplatzierungen (Jahr, Titel, Musiklabel, Platzierungen, Wochen, Auszeichnungen, Anmerkungen) | Höchstplatzierung, Gesamtwochen, AuszeichnungChartplatzierungen (Jahr, Titel, Musiklabel, Platzierungen, Wochen, Auszeichnungen, Anmerkungen) | Höchstplatzierung, Gesamtwochen, AuszeichnungChartplatzierungen (Jahr, Titel, Musiklabel, Platzierungen, Wochen, Auszeichnungen, Anmerkungen) | Höchstplatzierung, Gesamtwochen, AuszeichnungChartplatzierungen (Jahr, Titel, Musiklabel, Platzierungen, Wochen, Auszeichnungen, Anmerkungen) | Höchstplatzierung, Gesamtwochen, AuszeichnungChartplatzierungen (Jahr, Titel, Musiklabel, Platzierungen, Wochen, Auszeichnungen, Anmerkungen) | Höchstplatzierung, Gesamtwochen, AuszeichnungChartplatzierungen (Jahr, Titel, Musiklabel, Platzierungen, Wochen, Auszeichnungen, Anmerkungen) | Anmerkungen                                                  |
| Jahr | Titel Musiklabel                               | DE | AT | CH | UK | US | CA | Anmerkungen                                                  |
| ---- | ---------------------------------------------- | --- | --- | --- | --- | --- | --- | ------------------------------------------------------------ |
| 2022 | I Used to Think I Could Fly RCA Records (Sony) | DE44 (1 Wo.)DE | AT22 (2 Wo.)AT | CH39 (1 Wo.)CH | UK7 Silber · (3 Wo.)UK | US13 (7 Wo.)US | CA— PlatinCA | Erstveröffentlichung: 27. Mai 2022 Verkäufe: + 172.500       |
| 2023 | Think Later RCA Records (Sony)                 | DE33 (23 Wo.)DE | AT13 (15 Wo.)AT | CH8 (9 Wo.)CH | UK5 Gold · (12 Wo.)UK | US4 Platin · (… Wo.)US | CA— PlatinCA | Erstveröffentlichung: 8. Dezember 2023 Verkäufe: + 1.377.000 |
| 2025 | So Close to What RCA Records (Sony)            | DE2 (… Wo.)DE | AT1 (… Wo.)AT | CH1 (… Wo.)CH | UK2 Gold · (… Wo.)UK | US1 Gold · (… Wo.)US | — | Erstveröffentlichung: 21. Februar 2025 Verkäufe: + 632.500   |

### EPs
| Jahr | Titel Musiklabel                                          | Höchstplatzierung, Gesamtwochen, AuszeichnungChartplatzierungen (Jahr, Titel, Musiklabel, Platzierungen, Wochen, Auszeichnungen, Anmerkungen) | Höchstplatzierung, Gesamtwochen, AuszeichnungChartplatzierungen (Jahr, Titel, Musiklabel, Platzierungen, Wochen, Auszeichnungen, Anmerkungen) | Höchstplatzierung, Gesamtwochen, AuszeichnungChartplatzierungen (Jahr, Titel, Musiklabel, Platzierungen, Wochen, Auszeichnungen, Anmerkungen) | Höchstplatzierung, Gesamtwochen, AuszeichnungChartplatzierungen (Jahr, Titel, Musiklabel, Platzierungen, Wochen, Auszeichnungen, Anmerkungen) | Höchstplatzierung, Gesamtwochen, AuszeichnungChartplatzierungen (Jahr, Titel, Musiklabel, Platzierungen, Wochen, Auszeichnungen, Anmerkungen) | Höchstplatzierung, Gesamtwochen, AuszeichnungChartplatzierungen (Jahr, Titel, Musiklabel, Platzierungen, Wochen, Auszeichnungen, Anmerkungen) | Anmerkungen                                             |
| Jahr | Titel Musiklabel                                          | DE | AT | CH | UK | US | CA | Anmerkungen                                             |
| ---- | --------------------------------------------------------- | --- | --- | --- | --- | --- | --- | ------------------------------------------------------- |
| 2020 | All the Things I Never Said RCA Records (Sony)            | — | — | — | — | — | — | Erstveröffentlichung: 24. Januar 2020 Verkäufe: + 5.000 |
| 2021 | Too Young to Be Sad RCA Records (Sony)                    | — | — | — | — | US94 (4 Wo.)US | CA— GoldCA | Erstveröffentlichung: 26. März 2021 Verkäufe: + 57.500  |
| 2025 | So Close to What – SiriusXM Live in LA RCA Records (Sony) | — | — | — | — | — | — | Erstveröffentlichung: 19. Februar 2025                  |

## Singles

### Als Leadmusikerin
| Jahr | Titel Album                                                | Höchstplatzierung, Gesamtwochen, AuszeichnungChartplatzierungen (Jahr, Titel, Album, Platzierungen, Wochen, Auszeichnungen, Anmerkungen) | Höchstplatzierung, Gesamtwochen, AuszeichnungChartplatzierungen (Jahr, Titel, Album, Platzierungen, Wochen, Auszeichnungen, Anmerkungen) | Höchstplatzierung, Gesamtwochen, AuszeichnungChartplatzierungen (Jahr, Titel, Album, Platzierungen, Wochen, Auszeichnungen, Anmerkungen) | Höchstplatzierung, Gesamtwochen, AuszeichnungChartplatzierungen (Jahr, Titel, Album, Platzierungen, Wochen, Auszeichnungen, Anmerkungen) | Höchstplatzierung, Gesamtwochen, AuszeichnungChartplatzierungen (Jahr, Titel, Album, Platzierungen, Wochen, Auszeichnungen, Anmerkungen) | Höchstplatzierung, Gesamtwochen, AuszeichnungChartplatzierungen (Jahr, Titel, Album, Platzierungen, Wochen, Auszeichnungen, Anmerkungen) | Anmerkungen                                                                          |
| Jahr | Titel Album                                                | DE | AT | CH | UK | US | CA | Anmerkungen                                                                          |
| --- | ---------------------------------------------------------- | --- | --- | --- | --- | --- | --- | ------------------------------------------------------------------------------------ |
| 2017 | Hung Up on You –                                           | — | — | — | — | — | — | Erstveröffentlichung: 16. Dezember 2017                                              |
| 2017 | Hard to Find –                                             | — | — | — | — | — | — | Erstveröffentlichung: 19. Dezember 2017                                              |
| 2017 | One Day –                                                  | — | — | — | UK— SilberUK | US— PlatinUS | CA— PlatinCA | Erstveröffentlichung: 24. Dezember 2017 Verkäufe: + 1.325.000                        |
| 2018 | Shoulder to Shoulder –                                     | — | — | — | — | — | — | Erstveröffentlichung: 2. April 2018                                                  |
| 2018 | Distant –                                                  | — | — | — | — | — | — | Erstveröffentlichung: 8. Juni 2018                                                   |
| 2018 | Can’t Get It Out –                                         | — | — | — | — | — | — | Erstveröffentlichung: 18. Juli 2018                                                  |
| 2018 | Teenage Mind –                                             | — | — | — | — | — | CA— GoldCA | Erstveröffentlichung: 17. August 2018 Verkäufe: + 540.000                            |
| 2018 | Drown –                                                    | — | — | — | — | — | — | Erstveröffentlichung: 2. November 2018                                               |
| 2019 | Slip –                                                     | — | — | — | — | — | — | Erstveröffentlichung: 17. Januar 2019                                                |
| 2019 | Kids Are Alright –                                         | — | — | — | — | — | — | Erstveröffentlichung: 29. März 2019                                                  |
| 2019 | Tear Myself Apart All the Things I Never Said              | — | — | — | — | — | — | Erstveröffentlichung: 30. August 2019                                                |
| 2019 | All My Friends Are Fake All the Things I Never Said        | — | — | — | — | — | — | Erstveröffentlichung: 18. Oktober 2019                                               |
| 2019 | Stupid All the Things I Never Said                         | — | — | — | UK— SilberUK | US— GoldUS | CA— PlatinCA | Erstveröffentlichung: 6. Dezember 2019 Verkäufe: + 845.000                           |
| 2020 | You Broke Me First Too Young to Be Sad                     | DE19 Platin · (40 Wo.)DE | AT15 ×3Dreifachplatin · (40 Wo.)AT | CH13 Platin · (40 Wo.)CH | UK3 ×2Doppelplatin · (38 Wo.)UK | US17 ×5Fünffachplatin · (38 Wo.)US | CA9 ×8Achtfachplatin · (27 Wo.)CA | Erstveröffentlichung: 17. April 2020 Verkäufe: + 10.208.333                          |
| 2020 | Vicious –                                                  | — | — | — | — | — | — | Erstveröffentlichung: 18. Juni 2020 feat. Lil Mosey                                  |
| 2020 | Don’t Be Sad –                                             | — | — | — | — | — | — | Erstveröffentlichung: 20. August 2020                                                |
| 2020 | R U OK Too Young to Be Sad                                 | — | — | — | — | — | CA— GoldCA | Erstveröffentlichung: 10. Dezember 2020 Verkäufe: + 40.000                           |
| 2021 | Rubberband Too Young to Be Sad                             | — | — | — | — | US— GoldUS | — | Erstveröffentlichung: 19. Januar 2021 Verkäufe: + 500.000                            |
| 2021 | Slower Too Young to Be Sad                                 | — | — | — | — | — | CA— GoldCA | Erstveröffentlichung: 5. März 2021 Verkäufe: + 40.000                                |
| 2021 | You –                                                      | DE— aDE | — | — | UK46 Silber · (17 Wo.)UK | US58 Platin · (11 Wo.)US | CA48 ×2Doppelplatin · (1 Wo.)CA | Erstveröffentlichung: 16. April 2021 Verkäufe: + 1.480.000; mit Regard & Troye Sivan |
| 2021 | Darkest Hour Panic (Music from the Amazon Original Series) | — | — | — | — | — | — | Erstveröffentlichung: 25. Mai 2021                                                   |
| 2021 | Working –                                                  | DE— bDE | — | — | — | US88 (6 Wo.)US | CA— GoldCA | Erstveröffentlichung: 19. Juni 2021 Verkäufe: + 40.000; feat. Khalid                 |
| 2021 | That Way –                                                 | — | — | — | — | — | — | Erstveröffentlichung: 3. September 2021 mit Jeremy Zucker                            |
| 2021 | Feel Like Shit I Used to Think I Could Fly                 | DE— cDE | — | — | UK52 Silber · (2 Wo.)UK | US— GoldUS | CA— PlatinCA | Erstveröffentlichung: 11. November 2021 Verkäufe: + 845.000                          |
| 2022 | She’s All I Wanna Be I Used to Think I Could Fly           | DE50 Gold · (24 Wo.)DE | AT36 Platin · (22 Wo.)AT | CH63 (5 Wo.)CH | UK14 Platin · (26 Wo.)UK | US44 Platin · (20 Wo.)US | CA21 ×3Dreifachplatin · (6 Wo.)CA | Erstveröffentlichung: 4. Februar 2022 Verkäufe: + 2.410.000                          |
| 2022 | Chaotic I Used to Think I Could Fly                        | DE— dDE | — | — | UK36 (3 Wo.)UK | US80 Gold · (1 Wo.)US | CA47 Platin · (1 Wo.)CA | Erstveröffentlichung: 25. März 2022 Verkäufe: + 580.000                              |
| 2022 | What Would You Do? I Used to Think I Could Fly             | — | — | — | UK84 (1 Wo.)UK | — | CA— GoldCA | Erstveröffentlichung: 13. Mai 2022 Verkäufe: + 40.000                                |
| 2022 | Uh Oh –                                                    | — | — | — | UK76 (2 Wo.)UK | US— GoldUS | — | Erstveröffentlichung: 30. September 2022 Verkäufe: + 500.000                         |
| 2023 | Greedy Think Later                                         | DE2 Platin · (76 Wo.)DE | AT1 ×2Doppelplatin · (46 Wo.)AT | CH1 Platin · (61 Wo.)CH | UK3 ×2Doppelplatin · (40 Wo.)UK | US3 ×4Vierfachplatin · (42 Wo.)US | CA13 ×6Sechsfachplatin · (12 Wo.)CA | Erstveröffentlichung: 15. September 2023 Verkäufe: + 8.651.333                       |
| 2023 | Exes Think Later                                           | DE54 (10 Wo.)DE | AT33 Gold · (1 Wo.)AT | CH27 Gold · (4 Wo.)CH | UK12 Platin · (20 Wo.)UK | US34 ×2Doppelplatin · (20 Wo.)US | CA— ×2DoppelplatinCA | Erstveröffentlichung: 17. November 2023 Verkäufe: + 3.190.000                        |
| 2024 | It’s OK I’m OK So Close to What                            | DE71 (2 Wo.)DE | AT49 (1 Wo.)AT | CH41 (5 Wo.)CH | UK14 Gold · (25 Wo.)UK | US20 Gold · (20 Wo.)US | CA— GoldCA | Erstveröffentlichung: 12. September 2024 Verkäufe: + 1.010.000                       |
| 2024 | 2 Hands So Close to What                                   | — | — | CH67 (2 Wo.)CH | UK8 Silber · (13 Wo.)UK | US41 (3 Wo.)US | — | Erstveröffentlichung: 14. November 2024 Verkäufe: + 200.000                          |
| 2025 | Sports Car So Close to What                                | DE33 (16 Wo.)DE | AT17 Gold · (14 Wo.)AT | CH26 (18 Wo.)CH | UK3 Platin · (… Wo.)UK | US16 (23 Wo.)US | — | Erstveröffentlichung: 24. Januar 2025 Verkäufe: + 674.000                            |
| 2025 | Revolving Door So Close to What                            | DE76 (1 Wo.)DE | AT39 (2 Wo.)AT | CH37 (… Wo.)CH | UK9 Silber · (19 Wo.)UK | US22 (15 Wo.)US | — | Erstveröffentlichung: 20. Februar 2025 Verkäufe: + 225.000                           |
| 2025 | Just Keep Watching F1 – The Album                          | DE24 (… Wo.)DE | AT6 (… Wo.)AT | CH8 (… Wo.)CH | UK6 Silber · (… Wo.)UK | US33 (… Wo.)US | — | Erstveröffentlichung: 30. Mai 2025 Verkäufe: + 235.000                               |
| Folgende Lieder erschienen nicht als Single, wurden aber durch das Album zum Download und Streaming bereitgestellt und konnten somit eine Platzierung erlangen: |                                                            | | | | | | |                                                                                      |
| |                                                            | | | | | | |                                                                                      |
| 2021 | That Way All the Things I Never Said                       | — | — | — | UK82 Gold · (10 Wo.)UK | US— PlatinUS | CA— GoldCA | Charteinstieg: 6. August 2021 Verkäufe: + 1.810.000                                  |
| 2023 | Run for the Hills Think Later                              | DE— eDE | — | — | UK55 Silber · (3 Wo.)UK | US69 Platin · (4 Wo.)US | CA— PlatinCA | Charteinstieg: 21. Dezember 2023 Verkäufe: + 1.300.000                               |
| 2025 | Dear God So Close to What                                  | — | — | — | — | US44 (2 Wo.)US | — | Charteinstieg: 8. März 2025                                                          |
| 2025 | Purple Lace Bra So Close to What                           | — | — | — | — | US53 (2 Wo.)US | — | Charteinstieg: 8. März 2025                                                          |
| 2025 | Miss Possessive So Close to What                           | — | — | — | — | US54 (2 Wo.)US | — | Charteinstieg: 8. März 2025                                                          |
| 2025 | Signs So Close to What                                     | — | — | — | — | US74 (1 Wo.)US | — | Charteinstieg: 8. März 2025                                                          |
| 2025 | Like I Do So Close to What                                 | — | — | — | — | US90 (1 Wo.)US | — | Charteinstieg: 8. März 2025                                                          |
| 2025 | Greenlight So Close to What                                | — | — | — | — | US99 (1 Wo.)US | — | Charteinstieg: 8. März 2025                                                          |

### Als Gastmusikerin
| Jahr | Titel Album                              | Höchstplatzierung, Gesamtwochen, AuszeichnungChartplatzierungen (Jahr, Titel, Album, Platzierungen, Wochen, Auszeichnungen, Anmerkungen) | Höchstplatzierung, Gesamtwochen, AuszeichnungChartplatzierungen (Jahr, Titel, Album, Platzierungen, Wochen, Auszeichnungen, Anmerkungen) | Höchstplatzierung, Gesamtwochen, AuszeichnungChartplatzierungen (Jahr, Titel, Album, Platzierungen, Wochen, Auszeichnungen, Anmerkungen) | Höchstplatzierung, Gesamtwochen, AuszeichnungChartplatzierungen (Jahr, Titel, Album, Platzierungen, Wochen, Auszeichnungen, Anmerkungen) | Höchstplatzierung, Gesamtwochen, AuszeichnungChartplatzierungen (Jahr, Titel, Album, Platzierungen, Wochen, Auszeichnungen, Anmerkungen) | Höchstplatzierung, Gesamtwochen, AuszeichnungChartplatzierungen (Jahr, Titel, Album, Platzierungen, Wochen, Auszeichnungen, Anmerkungen) | Anmerkungen                                                                           |
| Jahr | Titel Album                              | DE | AT | CH | UK | US | CA | Anmerkungen                                                                           |
| ---- | ---------------------------------------- | --- | --- | --- | --- | --- | --- | ------------------------------------------------------------------------------------- |
| 2020 | Boys Ain’t Shit Boys Ain’t Shit – The EP | — | — | — | — | — | — | Erstveröffentlichung: 3. April 2020 Saygrace feat. Tate McRae & Audrey Mika           |
| 2020 | Lie to Me The Idea of Her                | — | — | — | — | — | CA— GoldCA | Erstveröffentlichung: 4. Oktober 2020 Verkäufe: + 40.000; Ali Gatie feat. Tate McRae  |
| 2021 | U Love U Misery Lake                     | — | — | — | — | — | — | Erstveröffentlichung: 4. Juni 2021 Blackbear feat. Tate McRae                         |
| 2022 | 10:35 Drive                              | DE11 Gold · (33 Wo.)DE | AT10 Platin · (29 Wo.)AT | CH13 Platin · (37 Wo.)CH | UK8 Platin · (29 Wo.)UK | US69 Platin · (9 Wo.)US | CA— ×5FünffachplatinCA | Erstveröffentlichung: 3. November 2022 Verkäufe: + 2.760.000; Tiësto feat. Tate McRae |

## Musikvideos
| Jahr | Titel                       | Regie                                               |
| ---- | --------------------------- | --------------------------------------------------- |
| 2018 | Can’t Get It Out            |                                                     |
| 2018 | Teenage Mind                |                                                     |
| 2018 | Drown                       | Jenna Maslechko                                     |
| 2019 | Tear Myself Apart           |                                                     |
| 2019 | All My Friends Are Fake     | Jasper Soloff                                       |
| 2019 | Stupid                      | — (Version 1, 2019) Jasper Soloff (Version 2, 2020) |
| 2020 | That Way                    | Henry Arres, Michelle Dawley                        |
| 2020 | You Broke Me First          | Tate McRae                                          |
| 2020 | Don’t Be Sad                | Eddie Mandell, Tate McRae                           |
| 2020 | Lie to Me                   | Christo Anesti, Glenn Michael                       |
| 2020 | R U OK                      | Jordan Hall                                         |
| 2021 | Rubberband                  | Black Lake                                          |
| 2021 | Bad Ones                    | Tate McRae                                          |
| 2021 | Wish I Loved You in the 90s |                                                     |
| 2021 | You                         | Courtney Phillips                                   |
| 2021 | U Love U                    | Boni Mata                                           |
| 2021 | Working                     | Matthew Dillon Cohen                                |
| 2021 | Feel Like Shit              | Sam Sulam                                           |
| 2022 | She’s All I Wanna Be        | Michelle Dawley, Tusk                               |
| 2022 | Chaotic                     | Tusk                                                |
| 2022 | What Would You Do?          | Tusk                                                |
| 2022 | 10:35                       | Courtney Phillips                                   |
| 2023 | Greedy                      | Bradley J. Calder, Aerin Moreno                     |
| 2023 | Exes                        | Aerin Moreno                                        |
| 2024 | It’s Ok I’m Ok              | Hannah Lux Davis                                    |
| 2024 | 2 Hands                     | Bradley Bell, Pablo Jones-Soler                     |
| 2025 | Sports Car                  | Bardia Zeinali                                      |
| 2025 | Revolving Door              | Aerin Moreno                                        |
| 2025 | I Know Love                 | Ava Lamb                                            |

## Promoveröffentlichungen
Promo-Singles

| Jahr | Titel Album                     | Höchstplatzierung, Gesamtwochen, AuszeichnungChartplatzierungen (Jahr, Titel, Album, Platzierungen, Wochen, Auszeichnungen, Anmerkungen) | Höchstplatzierung, Gesamtwochen, AuszeichnungChartplatzierungen (Jahr, Titel, Album, Platzierungen, Wochen, Auszeichnungen, Anmerkungen) | Höchstplatzierung, Gesamtwochen, AuszeichnungChartplatzierungen (Jahr, Titel, Album, Platzierungen, Wochen, Auszeichnungen, Anmerkungen) | Höchstplatzierung, Gesamtwochen, AuszeichnungChartplatzierungen (Jahr, Titel, Album, Platzierungen, Wochen, Auszeichnungen, Anmerkungen) | Höchstplatzierung, Gesamtwochen, AuszeichnungChartplatzierungen (Jahr, Titel, Album, Platzierungen, Wochen, Auszeichnungen, Anmerkungen) | Höchstplatzierung, Gesamtwochen, AuszeichnungChartplatzierungen (Jahr, Titel, Album, Platzierungen, Wochen, Auszeichnungen, Anmerkungen) | Anmerkungen                                                                            |
| Jahr | Titel Album                     | DE | AT | CH | UK | US | CA | Anmerkungen                                                                            |
| ---- | ------------------------------- | --- | --- | --- | --- | --- | --- | -------------------------------------------------------------------------------------- |
| 2025 | I Know Love So Close to What    | — | AT44 (1 Wo.)AT | CH54 (1 Wo.)CH | UK25 (2 Wo.)UK | US43 (2 Wo.)US | — | Erstveröffentlichung: 14. Februar 2025 feat. The Kid Laroi                             |
| 2025 | Bloodonmyhands So Close to What | — | — | — | — | US64 (1 Wo.)US | — | Erstveröffentlichung: 13. Februar 2025 feat. Flo Milli                                 |
| 2025 | What I Want I’m the Problem     | — | — | — | UK30 (… Wo.)UK | US1 (… Wo.)US | CA— PlatinCA | Erstveröffentlichung: 16. Mai 2025 Verkäufe: + 115.000; Morgan Wallen feat. Tate McRae |

## Sonderveröffentlichungen

### Alben
| Jahr | Titel Musiklabel                      | Anmerkungen                                                      |
| ---- | ------------------------------------- | ---------------------------------------------------------------- |
| 2021 | The One Day LP Nettwerk Records (NMG) | Erstveröffentlichung: 27. Januar 2021 Urban-Outfitters-Exclusive |

### Lieder
| Jahr | Titel Album                              | Anmerkungen                                                                |
| ---- | ---------------------------------------- | -------------------------------------------------------------------------- |
| 2018 | All Day All Night ME                     | Erstveröffentlichung: 22. Mai 2018 Myles Erlick feat. Tate McRae           |
| 2020 | Boys Ain’t Shit Boys Ain’t Shit – The EP | Erstveröffentlichung: 15. Mai 2020 Saygrace feat. Tate McRae & Audrey Mika |
| 2021 | Lie to Me The Idea of Her                | Erstveröffentlichung: 26. März 2021 Ali Gatie feat. Tate McRae             |
| 2021 | U Love U Misery Lake                     | Erstveröffentlichung: 13. August 2021 Blackbear feat. Tate McRae           |
| 2023 | 10:35 Drive                              | Erstveröffentlichung: 21. April 2023 Tiësto feat. Tate McRae               |
| 2025 | What I Want I’m the Problem              | Erstveröffentlichung: 16. Mai 2025 Morgan Wallen feat. Tate McRae          |

| Jahr | Titel Soundtrack        | Anmerkungen                                                            |
| ---- | ----------------------- | ---------------------------------------------------------------------- |
| 2018 | Remembering Tokyo Ghoul | Erstveröffentlichung: 12. Dezember 2018 Yutaka Yamada feat. Tate McRae |
| 2021 | Darkest Hour Panic      | Erstveröffentlichung: 28. Mai 2021                                     |
| 2025 | Just Keep Watching F1   | Erstveröffentlichung: 27. Juni 2025                                    |

## Statistik

### Chartauswertung
|                     | DE    | AT    | CH    | UK    | US    | CA    |
| ------------------- | ----- | ----- | ----- | ----- | ----- | ----- |
| Nummer-eins-Alben   | DE—DE | AT1AT | CH1CH | UK—UK | US1US | CA—CA |
| Top-10-Alben        | DE1DE | AT1AT | CH2CH | UK3UK | US2US | CA—CA |
| Alben in den Charts | DE3DE | AT3AT | CH3CH | UK3UK | US4US | CA—CA |

|                       | DE    | AT     | CH     | UK     | US     | CA    |
| --------------------- | ----- | ------ | ------ | ------ | ------ | ----- |
| Nummer-eins-Singles   | DE—DE | AT1AT  | CH1CH  | UK—UK  | US1US  | CA—CA |
| Top-10-Singles        | DE1DE | AT3AT  | CH2CH  | UK7UK  | US2US  | CA1CA |
| Singles in den Charts | DE9DE | AT10AT | CH11CH | UK19UK | US23US | CA6CA |

### Auszeichnungen für Musikverkäufe
Das Lied Don’t Come Back erschien weder als Single, noch konnte es aufgrund von Downloads oder Streaming die Charts erreichen, dennoch erhielt es für 40.000 verkaufte Einheiten Schallplattenauszeichnungen.
| Land/RegionAuszeichnungen für Musikverkäufe (Land/Region, Auszeichnungen, Verkäufe, Quellen) | Silber     | Gold       | Platin         | Diamant     | Verkäufe   | Quellen              |
| -------------------------------------------------------------------------------------------- | ---------- | ---------- | -------------- | ----------- | ---------- | -------------------- |
| Australien (ARIA)                                                                            | —          | 4× Gold4   | 18× Platin18   | —           | 1.400.000  | aria.com.au          |
| Belgien (BRMA)                                                                               | —          | 4× Gold4   | 3× Platin3     | —           | 190.000    | ultratop.be          |
| Brasilien (PMB)                                                                              | —          | 3× Gold3   | 6× Platin6     | 4× Diamant4 | 940.000    | pro-musicabr.org.br  |
| Dänemark (IFPI)                                                                              | —          | 8× Gold8   | 7× Platin7     | —           | 885.000    | ifpi.dk              |
| Deutschland (BVMI)                                                                           | —          | 2× Gold2   | 2× Platin2     | —           | 1.500.000  | musikindustrie.de    |
| Finnland (IFPI)                                                                              | —          | —          | Platin1        | —           | 40.000     | Einzelnachweise      |
| Frankreich (SNEP)                                                                            | —          | 2× Gold2   | Platin1        | 2× Diamant2 | 1.016.666  | snepmusique.com      |
| Griechenland (IFPI)                                                                          | —          | 3× Gold3   | 3× Platin3     | —           | 90.000     | Einzelnachweise      |
| Indonesien (ASIRI)                                                                           | —          | Gold1      | —              | —           | 5.000      | Einzelnachweise      |
| Irland (IRMA)                                                                                | —          | —          | 4× Platin4     | —           | 60.000     | Einzelnachweise      |
| Italien (FIMI)                                                                               | —          | 2× Gold2   | 2× Platin2     | —           | 300.000    | fimi.it              |
| Kanada (MC)                                                                                  | —          | 10× Gold10 | 34× Platin34   | —           | 3.120.000  | musiccanada.com      |
| Malaysia (RIM)                                                                               | —          | —          | 2× Platin2     | —           | 400.000    | Einzelnachweise      |
| Mexiko (AMPROFON)                                                                            | —          | Gold1      | 2× Platin2     | —           | 190.000    | amprofon.com.mx      |
| Neuseeland (RMNZ)                                                                            | —          | 6× Gold6   | 9× Platin9     | —           | 322.500    | radioscope.co.nz NZ2 |
| Niederlande (NVPI)                                                                           | —          | 2× Gold2   | Platin1        | —           | 110.000    | nvpi.nl              |
| Norwegen (IFPI)                                                                              | —          | —          | 5× Platin5     | —           | 260.000    | ifpi.no              |
| Österreich (IFPI)                                                                            | —          | 2× Gold2   | 7× Platin7     | —           | 240.000    | ifpi.at              |
| Polen (ZPAV)                                                                                 | —          | 4× Gold4   | 8× Platin8     | —           | 395.000    | olis.pl              |
| Portugal (AFP)                                                                               | —          | 2× Gold2   | 7× Platin7     | —           | 80.000     | Einzelnachweise      |
| Schweden (IFPI)                                                                              | —          | 3× Gold3   | 4× Platin4     | —           | 430.000    | sverigetopplistan.se |
| Schweiz (IFPI)                                                                               | —          | Gold1      | 3× Platin3     | —           | 85.000     | hitparade.ch         |
| Singapur (RIAS)                                                                              | —          | Gold1      | 3× Platin3     | —           | 35.000     | Einzelnachweise      |
| Spanien (Promusicae)                                                                         | —          | 3× Gold3   | 3× Platin3     | —           | 270.000    | elportaldemusica.es  |
| Südafrika (RISA)                                                                             | —          | —          | Platin1        | —           | 20.000     | Einzelnachweise      |
| Taiwan (RIT)                                                                                 | —          | —          | Platin1        | —           | 10.000     | Einzelnachweise      |
| Ungarn (MAHASZ)                                                                              | —          | Gold1      | 8× Platin8     | —           | 34.000     | slagerlistak.hu      |
| Vereinigte Staaten (RIAA)                                                                    | —          | 9× Gold9   | 18× Platin18   | —           | 22.500.000 | riaa.com             |
| Vereinigtes Königreich (BPI)                                                                 | 9× Silber9 | 4× Gold4   | 8× Platin8     | —           | 7.460.000  | bpi.co.uk            |
| Insgesamt                                                                                    | 9× Silber9 | 78× Gold78 | 171× Platin171 | 6× Diamant6 |            |                      |